# Revenge of the Colossal Beasts
Revenge of the Colossal Beasts è un mediometraggio del 1962 scritto e diretto da John Carpenter.

## Trama
Un'equipe di scienziati trovano e catturano nella giungla due animali che poi si ribellano.

## Produzione
Mentre John Carpenter frequentava la Western Kentucky University, realizzò nel 1962 questo primo film, seguito nel 1963 da Terror from Space, che saranno entrambi venduti e proiettati.